# Вавилово (Красногорський район)
Вави́лово (рос. Вавилово) — присілок в Красногорському районі Удмуртії, Росія.

## Населення
Населення — 64 особи (2010; 79 в 2002).
Національний склад станом на 2002 рік:
- удмурти — 93 %